# ドヒー!おばけが僕をぺんぺん殴る!
『ドヒー! おばけが僕をペンペン殴る!』（ドヒー!おばけがぼくをぺんぺんなぐる!）は、押切蓮介の漫画短編集。
太田出版発行。『週刊ヤングマガジン』（講談社）や『コミック☆ワイドショー』（洋泉社）などに掲載された過去の読切作品を収録している。

## 作品リスト
- ドヒー! おばけが僕をペンペン殴る! - 書き下ろし
- しゃれこうべに目を入れろ! - 未発表作品（カイキドロップにて『心霊工場』の名で公開されていた。）
- コタツオバケ - 週刊ヤングマガジン 2000年10号
- 4444 - ヤングマガジン 増刊赤BUTA 1998年20号
- 絶叫!! 呪われた深夜タクシー - 未発表作品
- 恐怖!! 人喰いマンション - ヤングマガジン 増刊青BUTA 1999年7号
- 妖怪雀荘 - 近代麻雀 2006年4月1日号
- 巨大麻雀地獄絵図 - 近代麻雀 2006年5月15日
- 執念の九連宝燈 - 近代麻雀 2006年10月15日
- 悪夢のメンタルケア - コミック☆ワイドショー vol.1 2005年2月
- 真剣10代しゃべらね場 - コミック☆ワイドショー vol.2 2005年5月
- かげろうの日々  - 月刊IKKI 2004年9月号
- 恐怖の修学旅行 - 描き下ろし

## 単行本
- 2006年10月発行 ISBN 9784778320270